# Kněžna Libuše (film)
Kněžna Libuše (v anglickém originále The Pagan Queen) je americko-český historický film s prvky fantasy z roku 2009. Netradičním způsobem popisuje události kolem bájné české kněžny Libuše, které byly zachyceny v českých pověstech od Kosmovy Kroniky české po Jiráskovy Staré pověsti české.

## Základní údaje
Samotné natáčení probíhalo na podzim roku 2007 (začalo 10. září) v českých exteriérech: lesy v Brdech, kolem Dobříše a Berounky; pro obydlí byly využity slovanské skanzeny se zrekonstruovanými stavbami. Původní název zněl Koruna Vyšehradu, později autoři přešli k názvu Pohanská královna (anglicky The Pagan Queen), zatímco v Česku byl film distribuován pod jménem Kněžna Libuše. Rozpočet snímku byl 1,3 milionu eur. V roce 2008 probíhala postprodukce, poprvé byl film promítán 8. září 2009 ve Španělsku, světová premiéra proběhla v českých kinech 15. října téhož roku. Na amerických plátnech byl snímek uveden 29. června 2010.
Americko-německý režisér Constantin Werner, jehož předkové pocházejí z Ústí nad Labem, vycházel jak z divadelních her Franze Grillparzera (Libussa) a Clemense Brentana (Založení Prahy), tak i z díla Aloise Jiráska (Staré pověsti české). Do hlavní role Libuše byla obsazena americká herečka s českými kořeny Winter Ave Zoliová, Přemysla hraje Maďar Csaba Lucás. Film byl natočen v anglickém znění.
Snímek byl kritiky hodnocen veskrze negativně. Je srovnáván s nepovedeným domácím videem nebo italským soft-pornem 80. let 20. století, je kritizován za smíšení historického filmu s ekologicko-feministickými poselstvími, levnou výpravu, špatnou kameru, chabé herecké výkony či špatnou angličtinu některých herců. Některé recenze naopak zmiňují povedenou hudbu s motivy ze Smetanovy Mé vlasti. Ale ani mezi běžnými diváky nebyl snímek přijat příliš dobře: např. na serveru ČSFD se s hodnocením 14 % (maximum 100 %, minimum 0 %) nachází na 68. místě nejhorších filmů.

## Děj
Po smrti vladyky Kroka kolem roku 700 převzala vládu nad Vyšehradem a okolními zeměmi jeho nejmladší dcera Libuše (její matka byla lesní žínka). Ta se mezitím seznámila s mladým oráčem, jenž ji našel v bezvědomí na kamenech u řeky a zachránil ji. Libuše měla vzácný dar vidět do budoucnosti; jejími dvěma sestrami byly léčitelka Kazi a kněžka Teta. Libuše moudře vládla a pomáhala lidem a o rok později se znovu setkala s oním oráčem, který ji tentokrát přišel ze Stadic darovat svého koně.
Domaslav a Vršovec naléhali na Libuši, že je nejvyšší čas najít si manžela, což ona odmítla. Nicméně tito dva muži dále přesvědčovali obyvatele, že lid potřebuje vůdce, neboť hladoví a rada se rozhoduje pro válku pomalu. Kněžna po rozhovoru se svojí kamarádkou Vlastou, kterou pověřila velením ženské armády, odjela za Přemyslem do Stadic, protože zjistila, že jej miluje.
V dalších viděních spatřila Libuše nerostné bohatství země a také velké město (Prahu), které vyroste kolem řeky; proto nechala začít těžit kovy. Kněžna nadále o nocích s úplňkem přijížděla za Přemyslem. Později se však intervaly mezi těmito návštěvami prodlužovaly. Libuše vyprávěla Přemyslovi o problémech v zemi, kvůli nimž za ním nemůže jezdit častěji, jejich vztah ale postupně vychládal. Oráč se proto blíže seznámil s Vlastou.
Na další naléhání od Domaslava a Vršovce ohledně manžela a panovníka, nechala Libuše přivést delegaci svým koněm do Stadic za Přemyslem. Ten nakonec svolil ke svatbě s kněžnou, protože neměl na vybranou (měli příkaz ho přivést i násilím). Přemysl byl skutečně korunován a jako Libušin manžel vládl železnou pěstí. Měl na srdci mír a prosperitu země, jeho tvrdá vláda se ale nelíbila části lidu. Domaslav proto přišel za Vlastou, o které si myslel, že je zhrzená Přemyslovým návratem k Libuši, s nabídkou k sňatku a útoku ženské armády na Vyšehrad. Vlasta jej však nechala oslepit.
Nicméně Vlasta (s lesbickými sklony) vyhlásila válku všem mužům, neboť jí uzmuli přítelkyni a kamarádku Libuši a její korunu. Tím započala dívčí válka; kněžna, jíž se právě narodil syn Nezamysl, se to Vlastě snažila neúspěšně rozmluvit. Přemysl nejprve zkusil poslat Ctirada s nabídkou míru. Když se na Vyšehrad vrátil pouze jeho jazyk, vytáhl s vojskem proti Vlastě, kterou v boji zabil. Libuše brzo na to, po spatření Morany (staroslovanské Smrtky), skočila do vod Vltavy.